# Abu Hajja al-Hauz
Abu Hajja al-Hauz – wieś w Syrii, w muhafazie Ar-Rakka, w dystrykcie Tall Abjad. W 2004 roku liczyła 1168 mieszkańców.